# Энгельсберг
Энгельсберг (нем. Engelsberg) — община в Германии, в земле Бавария. 
Подчиняется административному округу Верхняя Бавария. Входит в состав района Траунштайн.  Население составляет 2640 человек (на 31 декабря 2010 года). Занимает площадь 34,18 км².
Современная территория коммуны сформировалась в 1972 году в результате объединения коммун Энгельсберг, Майсенберг и Айтинг. 

## Промышленность и сельское хозяйство
По состоянию на 1998 год согласно официальной статистики в коммуне основная часть занятого населения работала в обрабатывающем производстве, часть работников была также занята в лесном хозяйстве, сельском хозяйстве, в торговле и транспортных предприятиях.  97 сельскохозяйственных предприятий занимали площадь 2 316 гектаров, в том числе  1780 гектаров пахотных земель.